# آکلند (کالیفرنیا)
آکلند (به انگلیسی: Auckland) یک منطقهٔ مسکونی در ایالات متحده آمریکا است که در شهرستان تولار، کالیفرنیا واقع شده‌است. آکلند ۳۹۰٫۱۵ متر بالاتر از سطح دریا قرار دارد.